# La Loi du plus fort (film, 1955)
Pour plus de détails, voir Fiche technique et Distribution.
La Loi du plus fort (Timberjack) est un film américain réalisé par Joseph Kane, sorti en 1955.

## Fiche technique
- Titre original : Timberjack
- Titre français : La Loi du plus fort
- Réalisation : Joseph Kane
- Scénario : Allen Rivkin d'après le roman de Dan Cushman
- Photographie : Jack A. Marta
- Montage : Richard L. Van Enger
- Musique : Victor Young
- Pays d'origine : États-Unis
- Format : Couleurs - 1,85:1 - Mono
- Genre : western
- Date de sortie : 1955

## Distribution
- Sterling Hayden : Tim Chipman
- Vera Ralston : Lynne Tilton
- David Brian : Croft Brunner
- Adolphe Menjou : 'Sweetwater' Tilton
- Hoagy Carmichael : Jingles
- Chill Wills : Steve Riika
- Jim Davis : Poole
- Howard Petrie : 'Axe-Handle' Ole
- Ian MacDonald : Pauquette
- Elisha Cook Jr. : Punky
- Wally Cassell : Veazie

Acteurs non crédités
- John Dierkes : shérif
- Richard Alexander : client du bar
- Ben Frommer : client du bar
- Frank Hagney : client du bar
- John Halloran : bûcheron
- Boyd 'Red' Morgan : bûcheron
- Chuck Roberson : bûcheron